# Oldtimermuseum Meßkirch
Das Oldtimermuseum Meßkirch im baden-württembergischen Meßkirch befindet sich seit 1999 in der Remise, dem ehemaligen Pferde- und Kutschenstall des Meßkircher Schlosses sowie in einem Kellerraum im Südostflügel, in dem Motorräder ausgestellt werden. Das Museum ist in den Wintermonaten geschlossen, von April bis Oktober ist es samstags, sonntags und an Feiertagen von 13 bis 17 Uhr geöffnet. Gruppenführungen sind nach Voranmeldung ganzjährig möglich.

## Geschichte
Betrieben wird das Museum vom 1992 gegründeten Verein der Oldtimer-Freunden Meßkirch und Umgebung e. V. 1999 konnte der Verein das Erdgeschoss des Museums eröffnen, 2001 kam das Dachgeschoss hinzu. Vorausgegangen waren sieben Jahre des Aus- und Umbaus der ehemaligen Remise zum Museum in Eigenleistung durch den Verein. Die Remise gehört weiterhin, wie das Schloss selbst, der Stadt Meßkirch. Der Verein entrichtet lediglich eine symbolische Miete von 50 Euro an die Stadt, ist aber für die Erhaltung des Gebäudes verantwortlich.

## Exponate
Das Museum beherbergt aktuell 20 Automobile und 80 Motorräder im Originalzustand, wobei der Schwerpunkt der Ausstellung im Erdgeschoss bei Oldtimer und historische Sportwagen aus der Zeit zwischen 1928 und in die 1970er Jahre liegt und das Obergeschoss Motorräder aus der Zeit zwischen 1913 und den 1950er Jahren zeigt. Alle ausgestellten Fahrzeuge gehören Vereinsmitgliedern, die sie für jeweils ein oder mehrere Jahre zur Verfügung stellen.
Prunkstücke der Ausstellung sind das einzige noch erhaltene Exemplar der in Radolfzell produzierten Rennmotorrad-Marke Champion aus den 1930er-Jahren, ein hundert Jahre altes Motorrad sowie eines der seltenen Exemplare der Meßkircher Nachkriegs-Automarke Veritas:
 Bei dem Fahrzeug, Baujahr 1949, handelt es sich um einen silberfarbenen Veritas Saturn Coupé mit einem Sechszylinder-Reihenmotor mit 80 PS. Basismodell für das in Meßkirch gebaute Auto war der BMW 326. Nur 27 Exemplare wurden vom Saturn Coupé gebaut. Die Karosserie des Wagens ist von der Firma Spohn in Ravensburg gefertigt und montiert worden, das Chassis stammt aus dem Veritas-Werk in Meßkirch.
Ein komfortables Veritas-Cabrio Skorpion aus Dettenhausen wurde in 2000 bis 3000 Stunden Arbeit von Grund auf restauriert. Das Auto, Baujahr 1950, von dem nur sieben Exemplare hergestellt wurden, steht auf einem BMW-Fahrgestell vom Typ 328 mit dem dazugehörenden Sechszylindermotor aus dem Jahr 1937. Neue Scheinwerfer stammen von VW, die Türgriffe von Opel, das Zündschloss von einem 170er Mercedes-Benz; eine Handbremse hat der Wagen nicht. Der blaue Sportwagen war am 7. Oktober 2005 als Requisit der Geschwister Hofmann in der Fernsehserie „Die schönsten Jahre meines Lebens“ des Mitteldeutschen Rundfunks (MDR) zu sehen.
Des Weiteren beherbergt das Oldtimermuseum ein Hanomag Cabrio 4/23 aus dem Jahr 1931 und als Besonderheit im Obergeschoss das weltweit einzig erhaltene Schakomobil. Bei diesem viersitzigen Kleinwagen mit Kunststoffkarosserie handelt es sich um einen Prototyp der Meßkircher Firma Ferdinand Schad (Schako) von 1957. Der Bau dieses Fahrzeuges wurde schon kurze Zeit später nach dem Tod des Firmengründers Ferdinand Schad eingestellt.